# Administración Espacial Nacional China
La Administración Espacial Nacional de China o CNSA (siglas del inglés China National Space Administration; chino: 国家航天局; pinyin: Guójiā Hángtiān Jú) es la agencia espacial nacional de China responsable del programa espacial nacional y de la planificación y desarrollo de las actividades espaciales. La CNSA y la Corporación de Ciencia y Tecnología Aeroespacial de China (CASC) asumieron la autoridad sobre los esfuerzos de desarrollo espacial que antes tenía el Ministerio de Industria Aeroespacial. Es una agencia subordinada de la Administración Estatal de Ciencia, Tecnología e Industria para la Defensa Nacional (SASTIND), a su vez una agencia subordinada del Ministerio de Industria y Tecnología de la Información (MIIT). Su sede está en el distrito de Haidian, en Pekín.
A pesar de su corta existencia, la CNSA ha sido pionera en la consecución de varios logros en el espacio para China, como ser la primera agencia espacial en aterrizar en la cara oculta de la Luna con Chang'e 4 y traer material de vuelta de la Luna con Chang'e 5, la segunda en aterrizar y orbitar con éxito un rover en Marte con Tianwen-1 y la creación de la estación espacial Tiangong en 2021.

## Historia

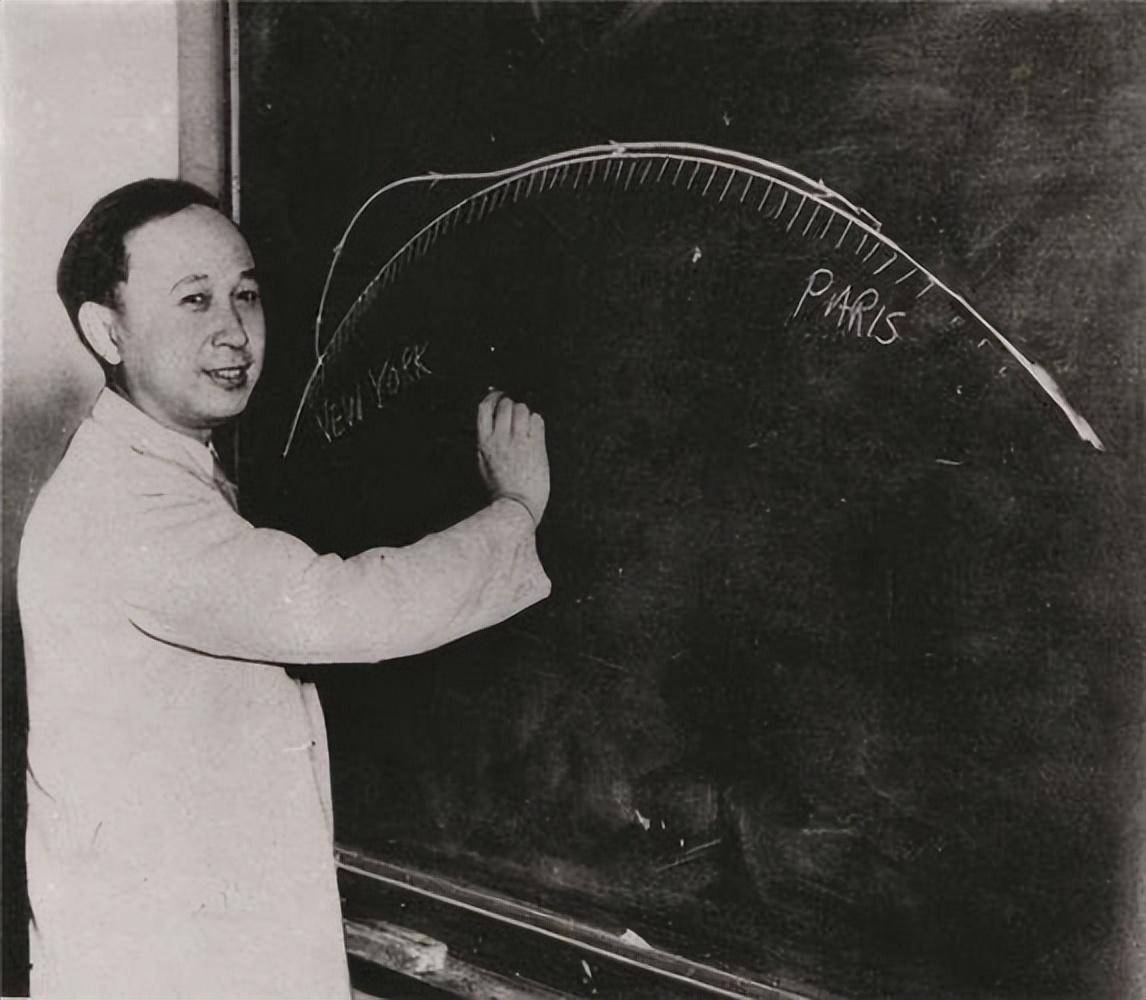
Qian Xuesen, más conocido como el padre del programa espacial chino.

### Antecedentes
El programa espacial de China evolucionó en gran medida en secreto bajo el control conjunto del ejército chino y la Comisión de Ciencia, Tecnología e Industria para la Defensa Nacional. Después de la toma de posesión comunista de 1949, el ingeniero chino Qian Xuesen, que había ayudado a fundar el Laboratorio de Propulsión a Chorro (JET) en Pasadena, California, Estados Unidos, regresó a China, donde se convirtió en la figura guía en el desarrollo de misiles y vehículos de lanzamiento chinos, ambos originalmente derivados de un misil balístico intercontinental soviético. En 1956, Qian fue nombrado el primer director de la Quinta Academia de Investigación del Ministerio de Defensa Nacional, que fue fundada para desarrollar misiles balísticos y que más tarde estuvo a cargo de los primeros pasos en el programa espacial de China. En 1964 el programa espacial fue colocado bajo el Séptimo Ministerio de Construcción de Máquinas. El Séptimo Ministerio se convirtió en el Ministerio de Industria Aeroespacial en 1983.

### Creación
La CNSA es una agencia creada en 1993 cuando el Ministerio de Industria Aeroespacial se dividió en la CNSA y la Corporación de Ciencia y Tecnología Aeroespacial de China (CASC). La primera debía encargarse de la política y la segunda de la ejecución. Este arreglo resultó algo insatisfactorio, ya que estas dos agencias eran, de hecho, una sola, compartiendo personal y gestión.
En el marco de una reestructuración masiva en 1998, la CASC se dividió en una serie de empresas estatales más pequeñas. Al parecer, la intención era crear un sistema similar al característico de las adquisiciones de defensa occidentales, en el que las entidades que son organismos gubernamentales, que establecen la política operativa, contratan luego sus necesidades operativas a entidades que son propiedad del gobierno, pero no están gestionadas por él.
Desde 2011, la NASA ha aplicado una política de exclusión con la CNSA, de larga duración pero superada periódicamente.

## Función
La CNSA se estableció como una institución gubernamental para desarrollar y cumplir las debidas obligaciones internacionales de China, con la aprobación de la 8ª Asamblea Popular Nacional de China (APN). Posteriormente, la 9ª Asamblea Popular Nacional de China asignó la CNSA como una estructura interna de la Comisión de Ciencia, Tecnología e Industria para la Defensa Nacional (COSTIND). La CNSA asume las siguientes responsabilidades principales: firmar acuerdos gubernamentales en el área espacial en nombre de las organizaciones, intercambios científicos y técnicos intergubernamentales; y también se encarga de la aplicación de las políticas espaciales
nacionales y de la gestión de la ciencia, la tecnología y la industria espaciales nacionales.
Hasta ahora, China ha firmado acuerdos gubernamentales de cooperación espacial con Alemania, Brasil, Chile, Estados Unidos, Francia, India, Italia, Pakistán, Rusia, Ucrania y Reino Unido, entre otros. Se han conseguido importantes logros en los intercambios y la cooperación bilateral y multilateral en materia de tecnología.

## Administración

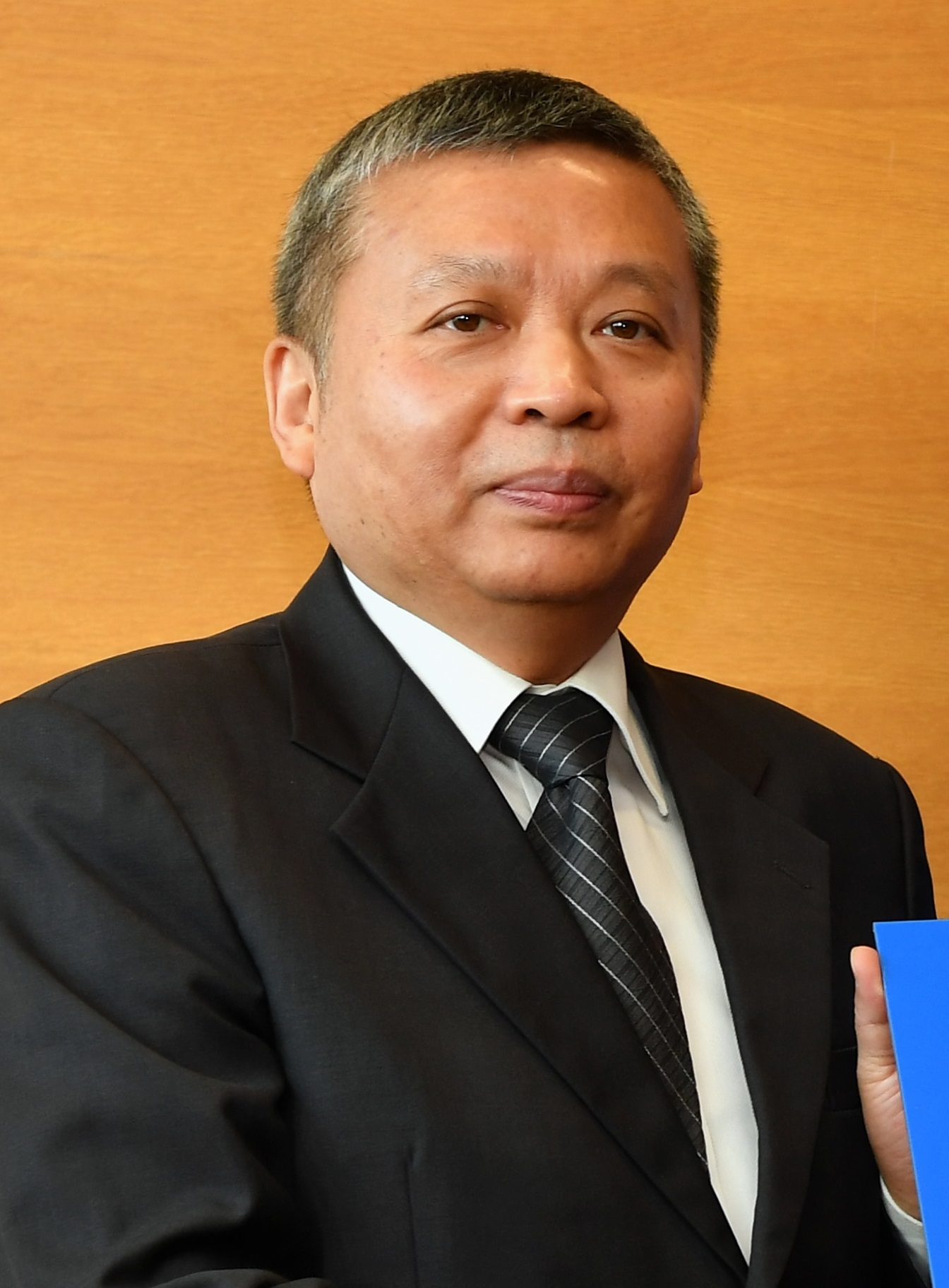
Zhang Kejian, actual administrador de la CNSA.

Los administradores de la CNSA son nombrados por el Consejo de Estado. El administrador más reciente es Zhang Kejian. Wu Yanhua es viceadministrador y Tian Yulong es secretario general.
- Abril de 1993: Liu Jiyuan
- Abril de 1998: Luan Enjie
- 2004: Sun Laiyan
- Julio de 2010: Chen Qiufa
- Marzo de 2013: Ma Xingrui
- Diciembre de 2013: Xu Dazhe
- Mayo de 2017: Tang Dengjie
- Mayo de 2018: Zhang Kejian

## Taikonautas
Hasta octubre de 2021, 13 taikonautas (nombre utilizado para los astronautas chinos) han viajado al espacio. Los vuelos espaciales tripulados están a cargo de la Agencia Espacial Tripulada de China, responsable del programa chino de vuelos espaciales tripulados:

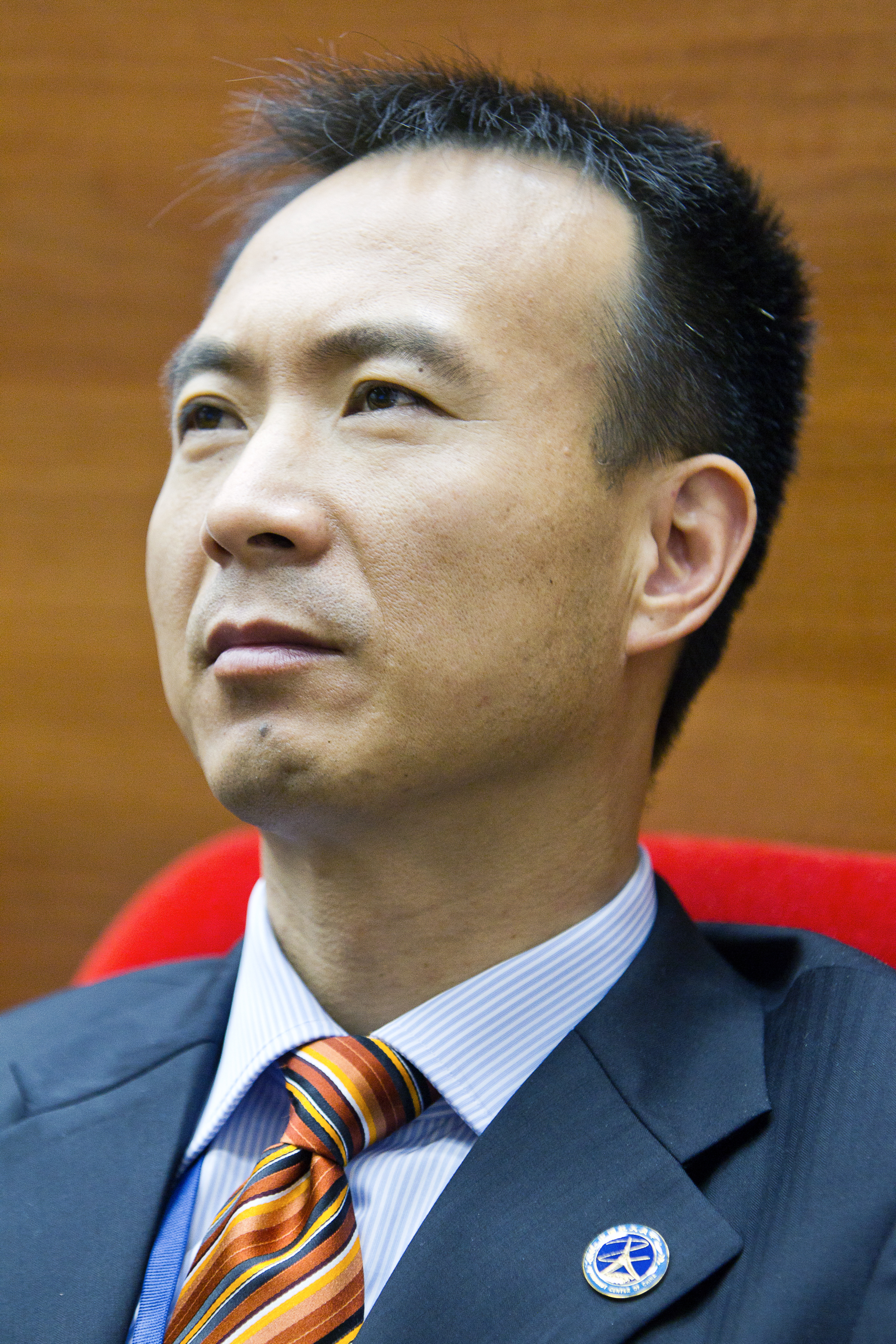
Fei Junlong (费俊龙)
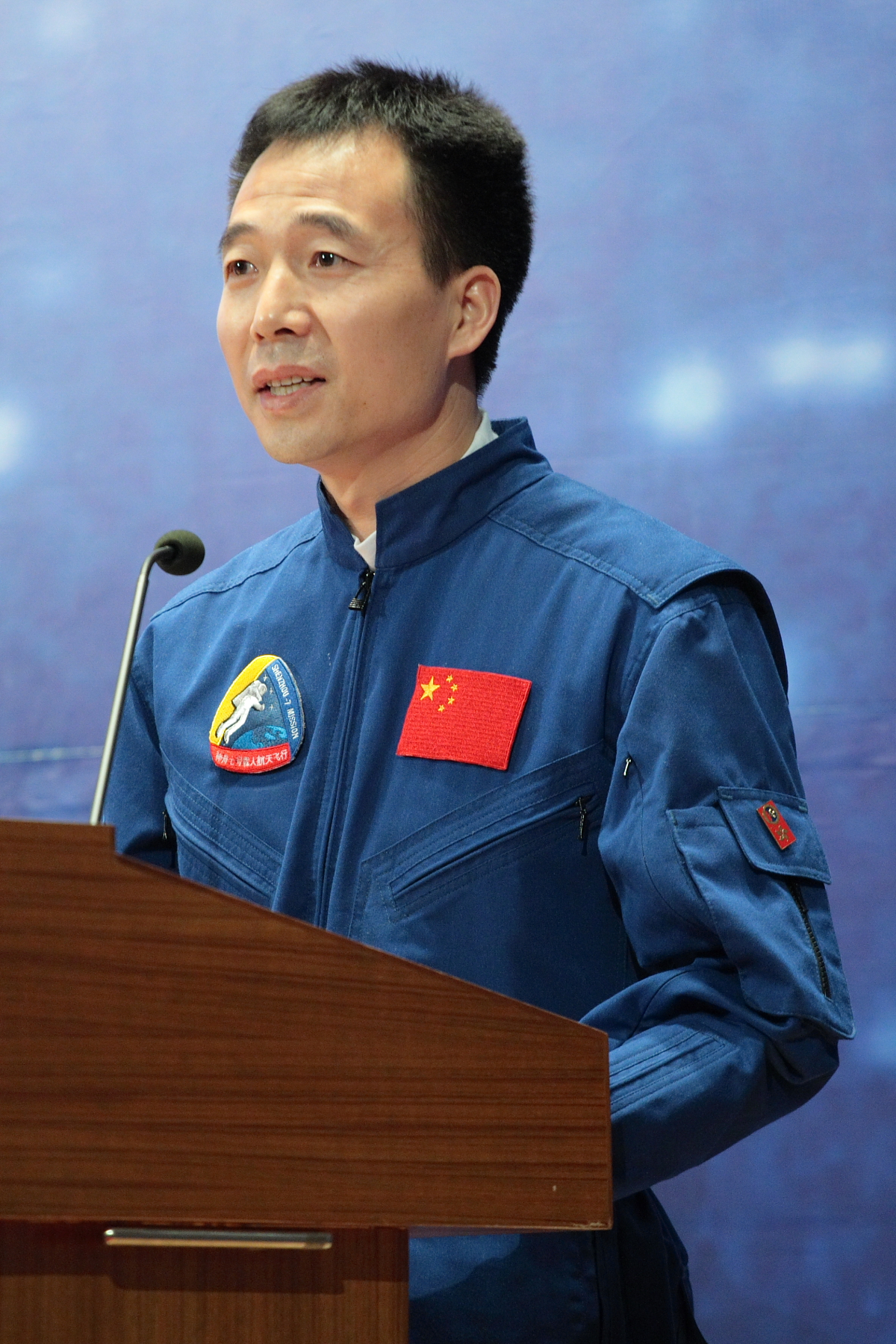
Jing Haipeng (景海鹏)
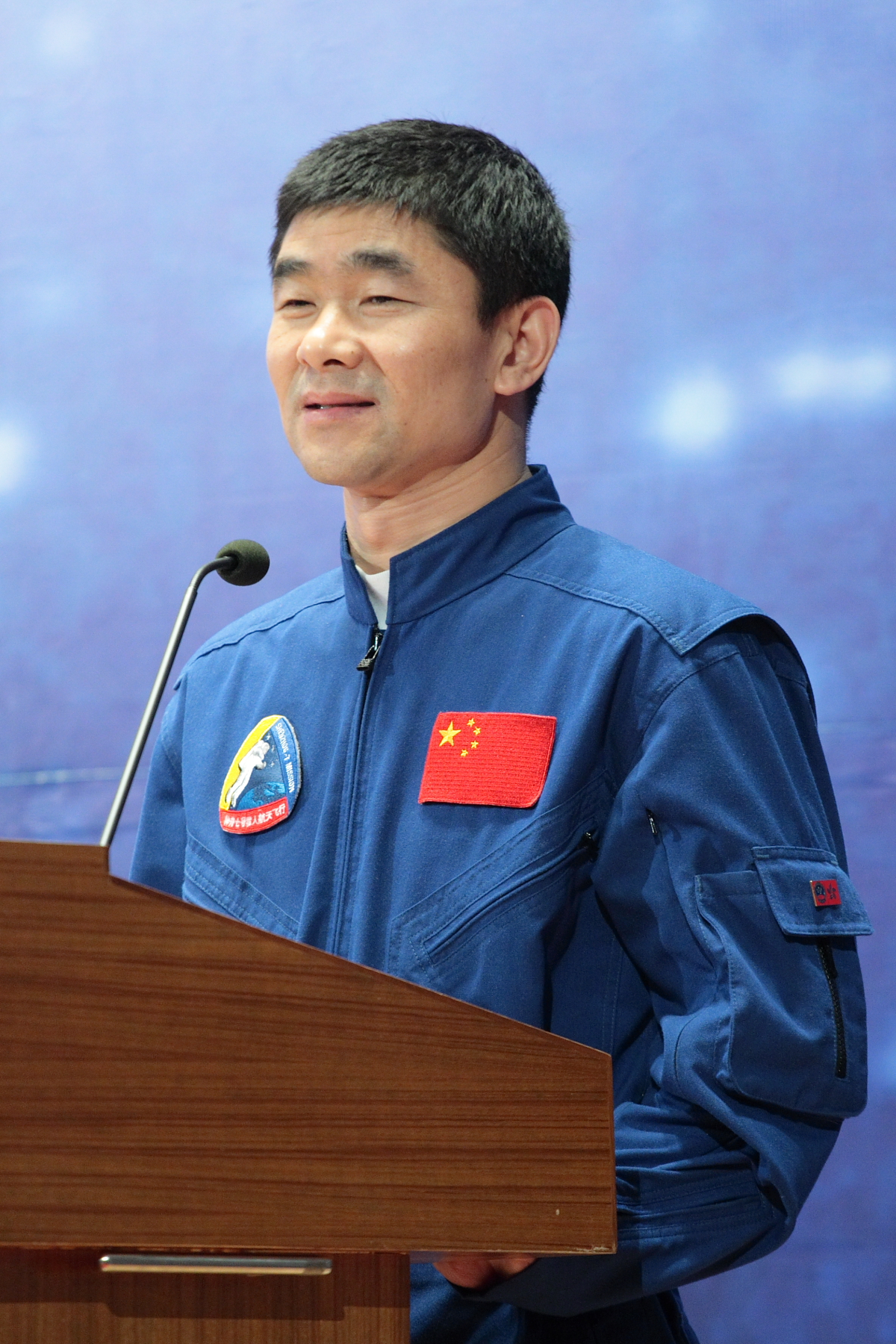
Liu Boming (刘伯明)
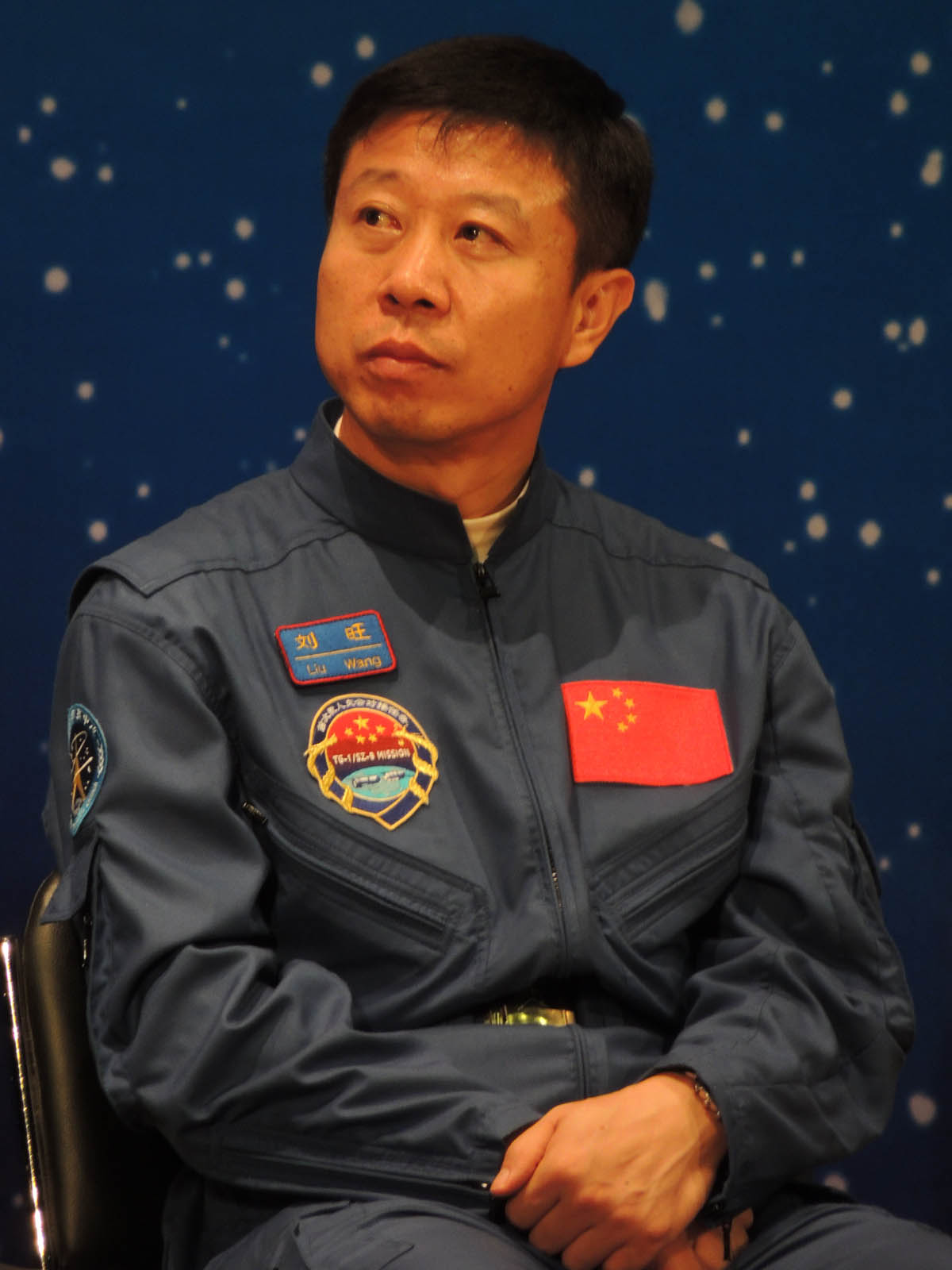
Liu Wang (刘旺)
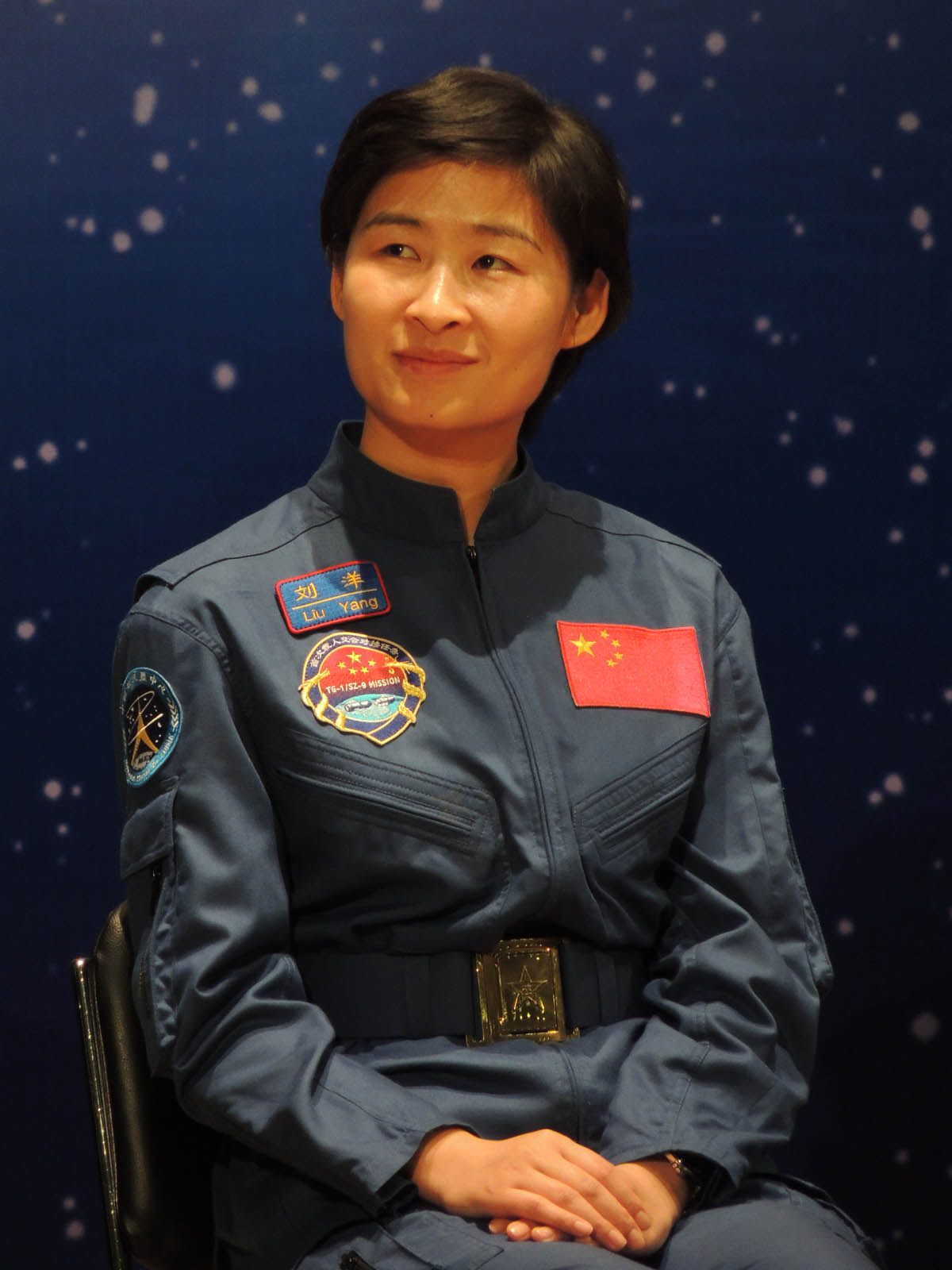
Liu Yang (刘洋)
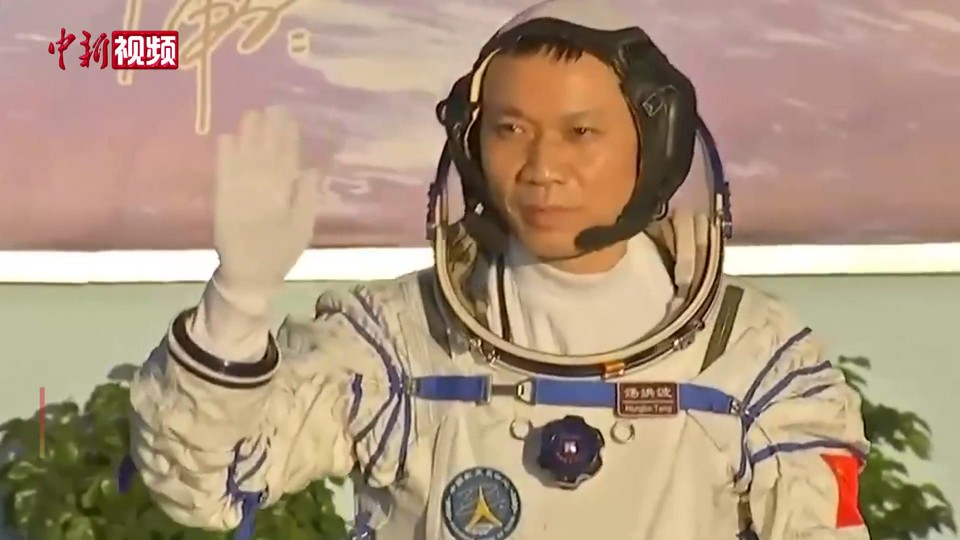
Tang Hongbo (汤洪波)
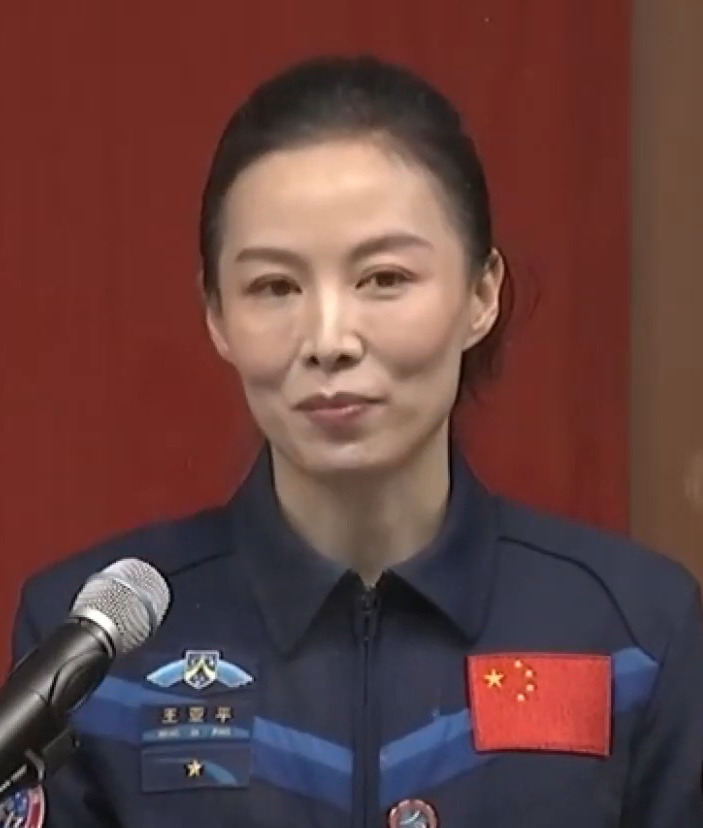
Wang Yaping (王亚平)
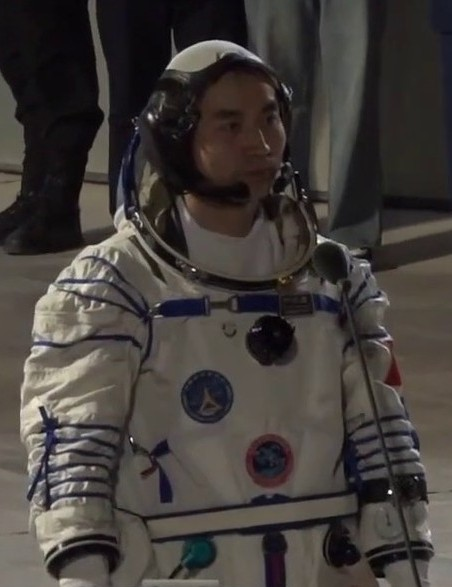
Ye Guangfu (叶光富)
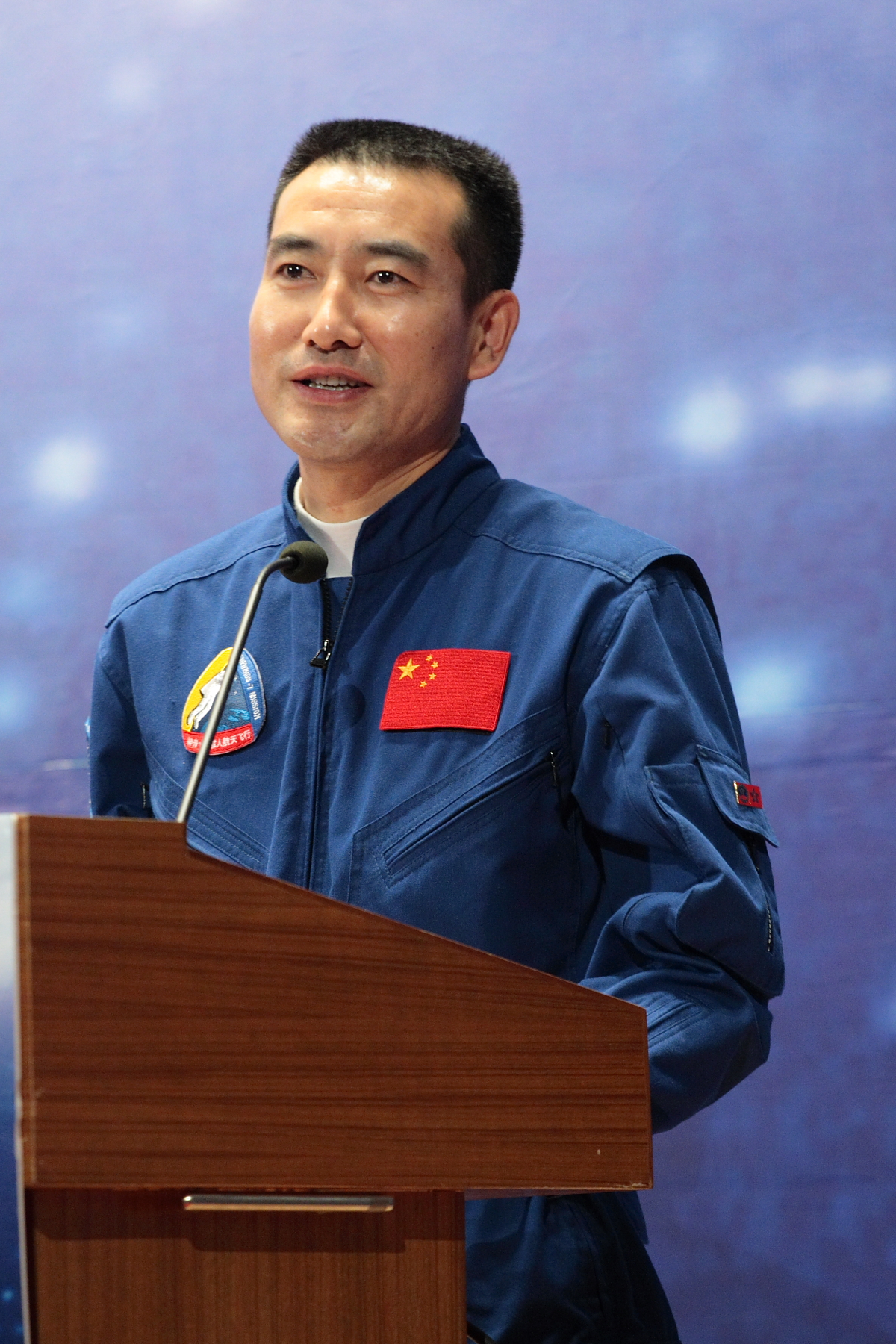
Zhai Zhigang (翟志刚)
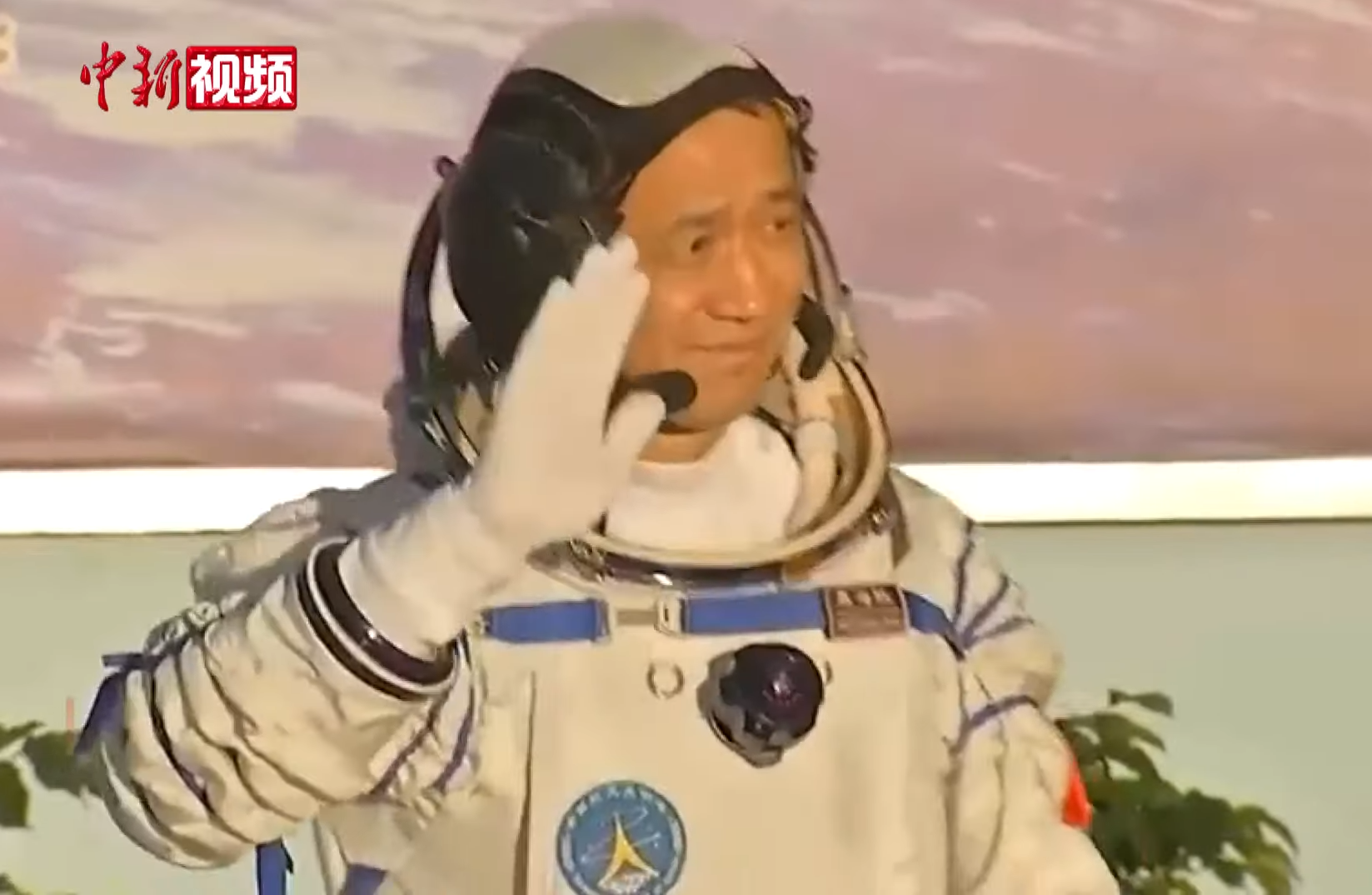
Nie Haisheng (聂海胜)
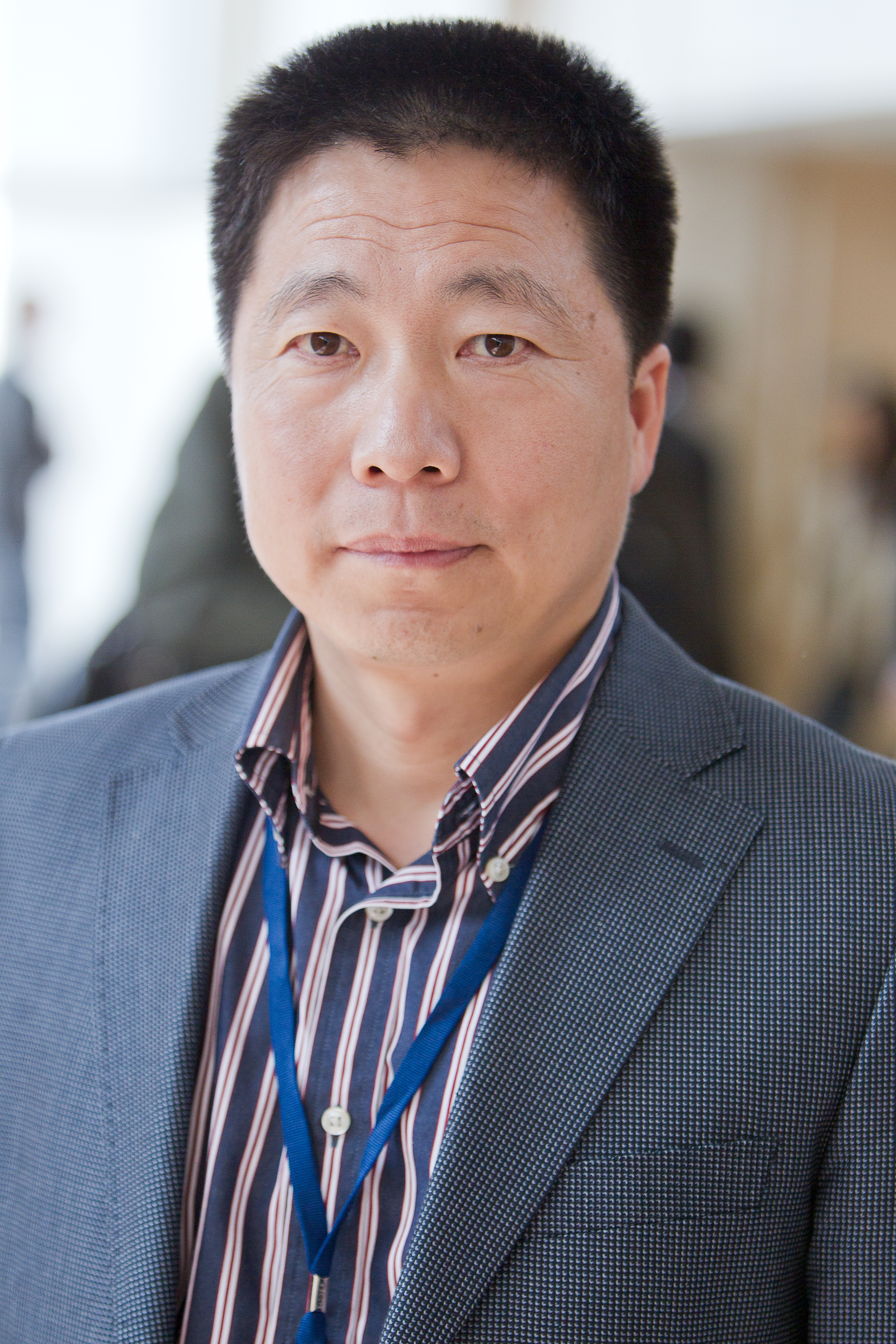
Yang Liwei (杨利伟)

- Zhang Xiaoguang (张晓光)
- Chen Dong (陈冬)

## Puertos espaciales

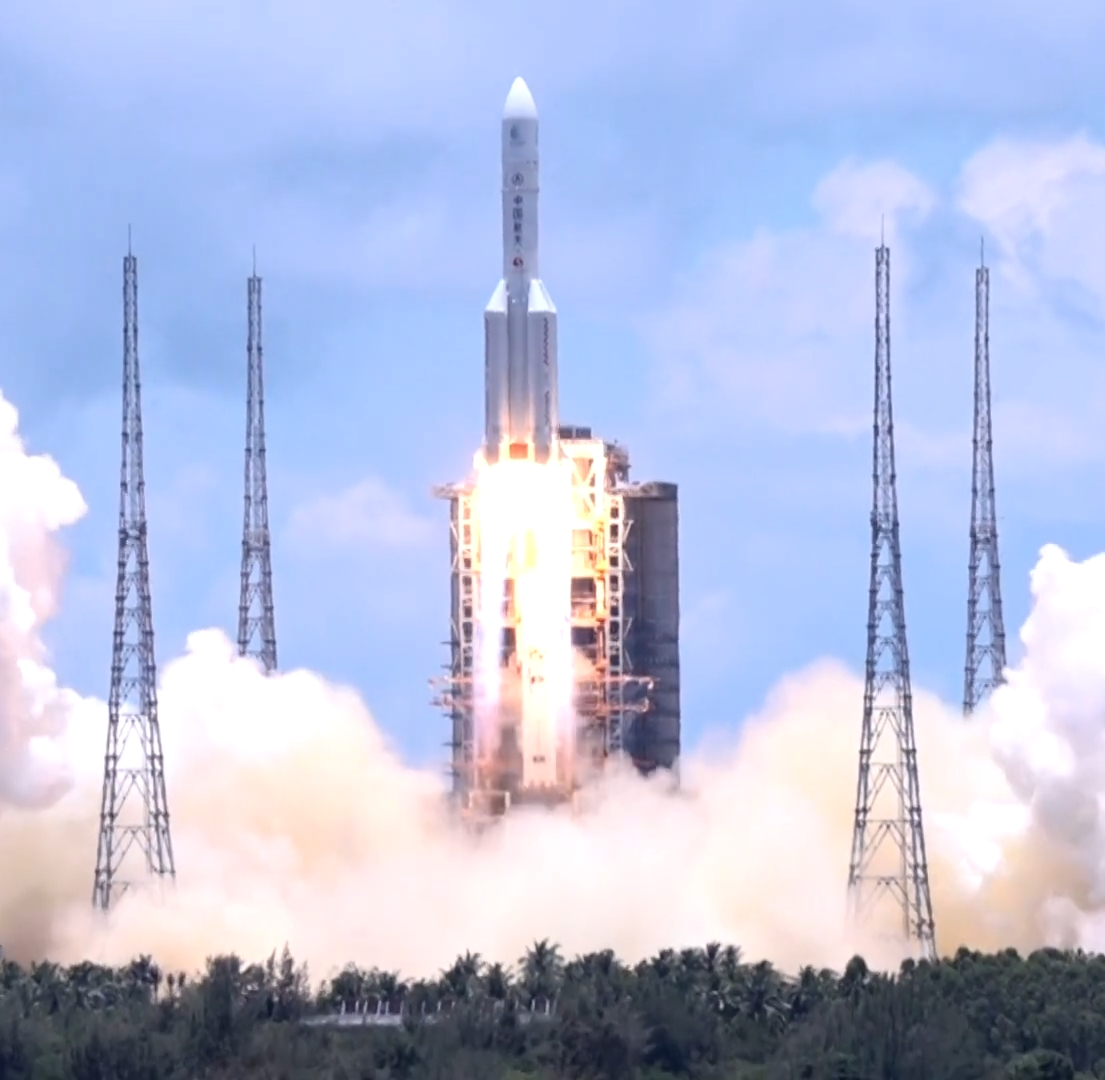
Centro de Lanzamiento de Satélites de Wenchang, Hainan.
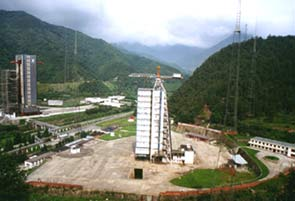
Centro de Lanzamiento de Satélites de Xichang, Sichuan.
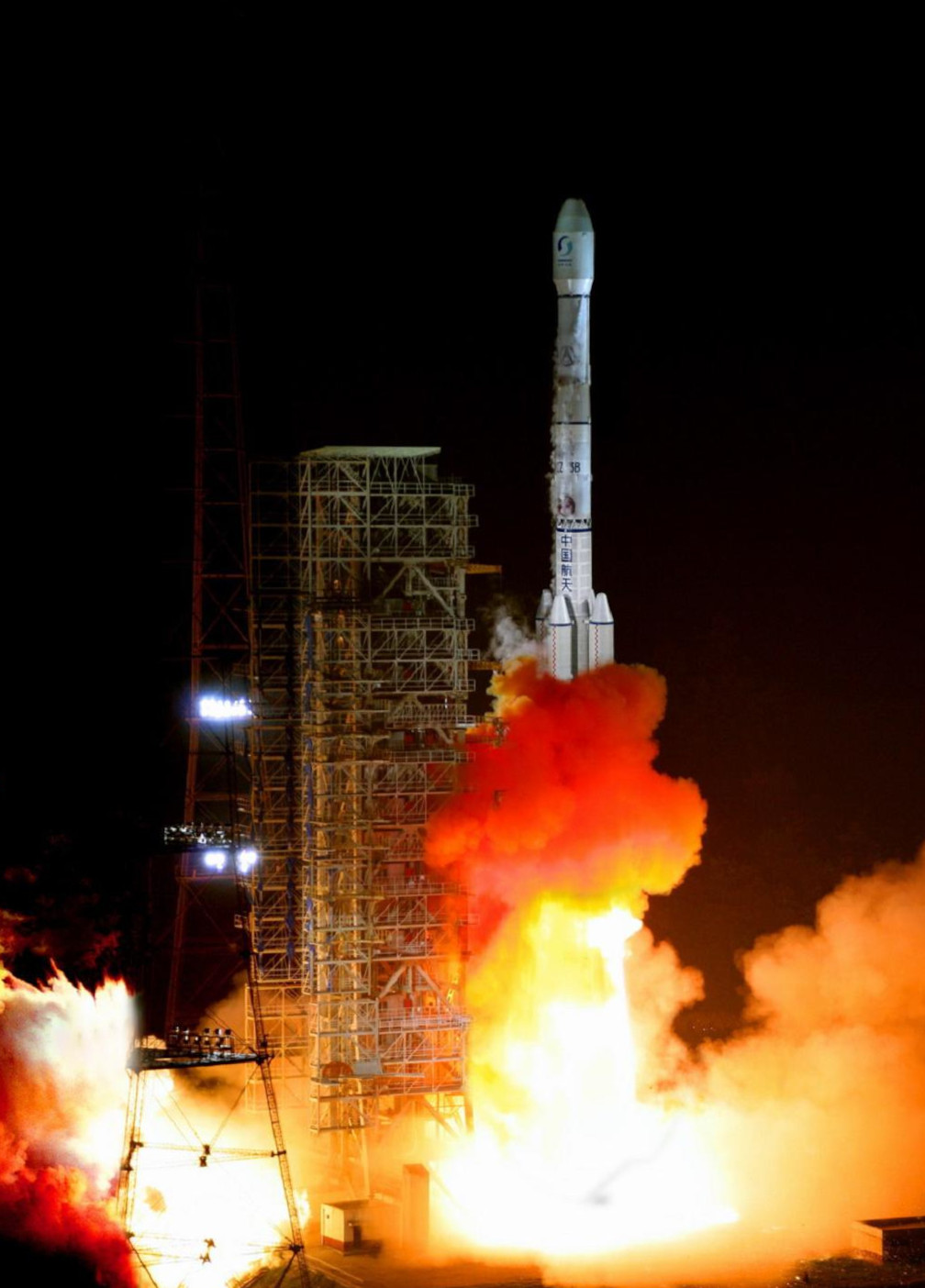
Centro de Lanzamiento de Satélites de Taiyuan, Shanxi.
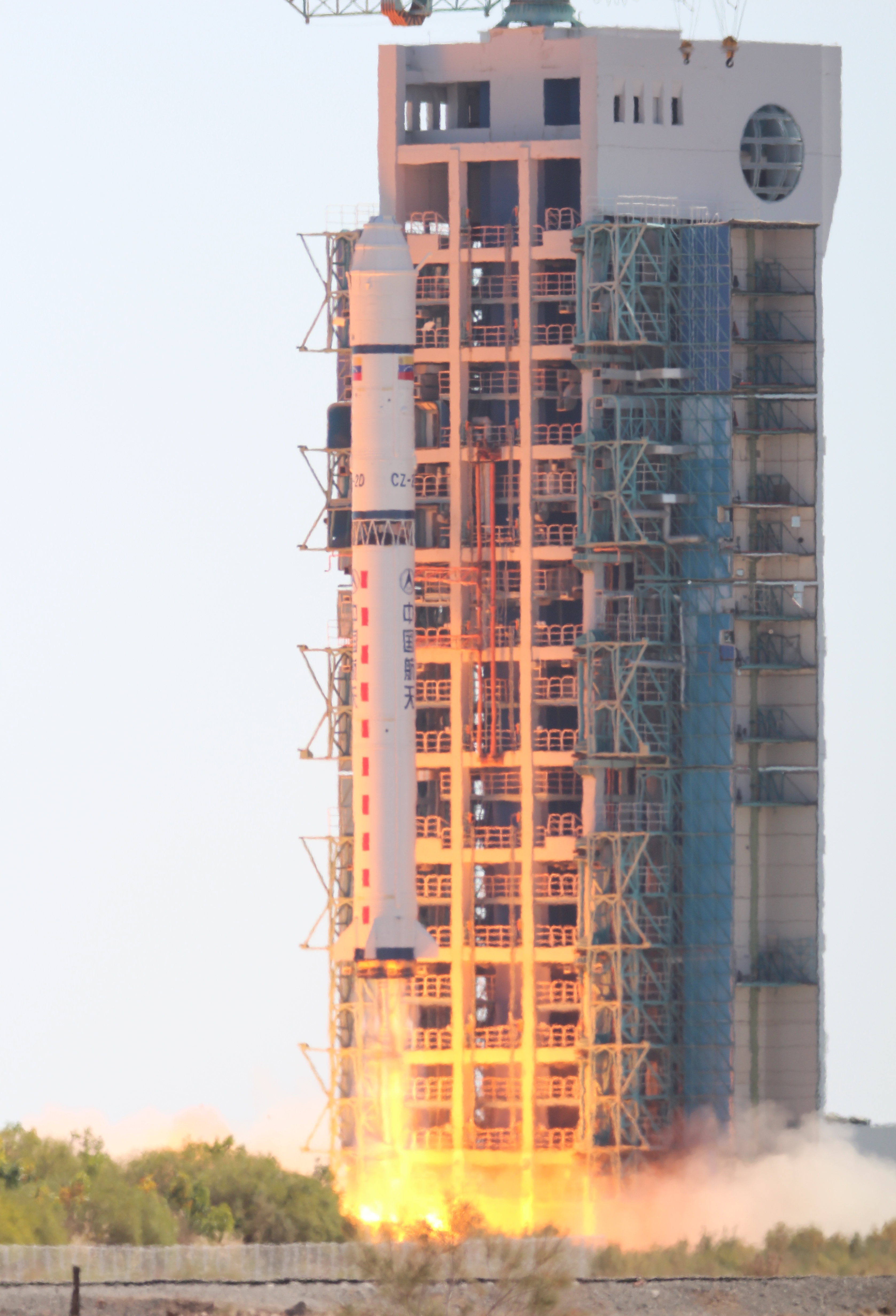
Centro de Lanzamiento de Satélites de Jiuquan, Mongolia Interior.

## Proyectos recientes

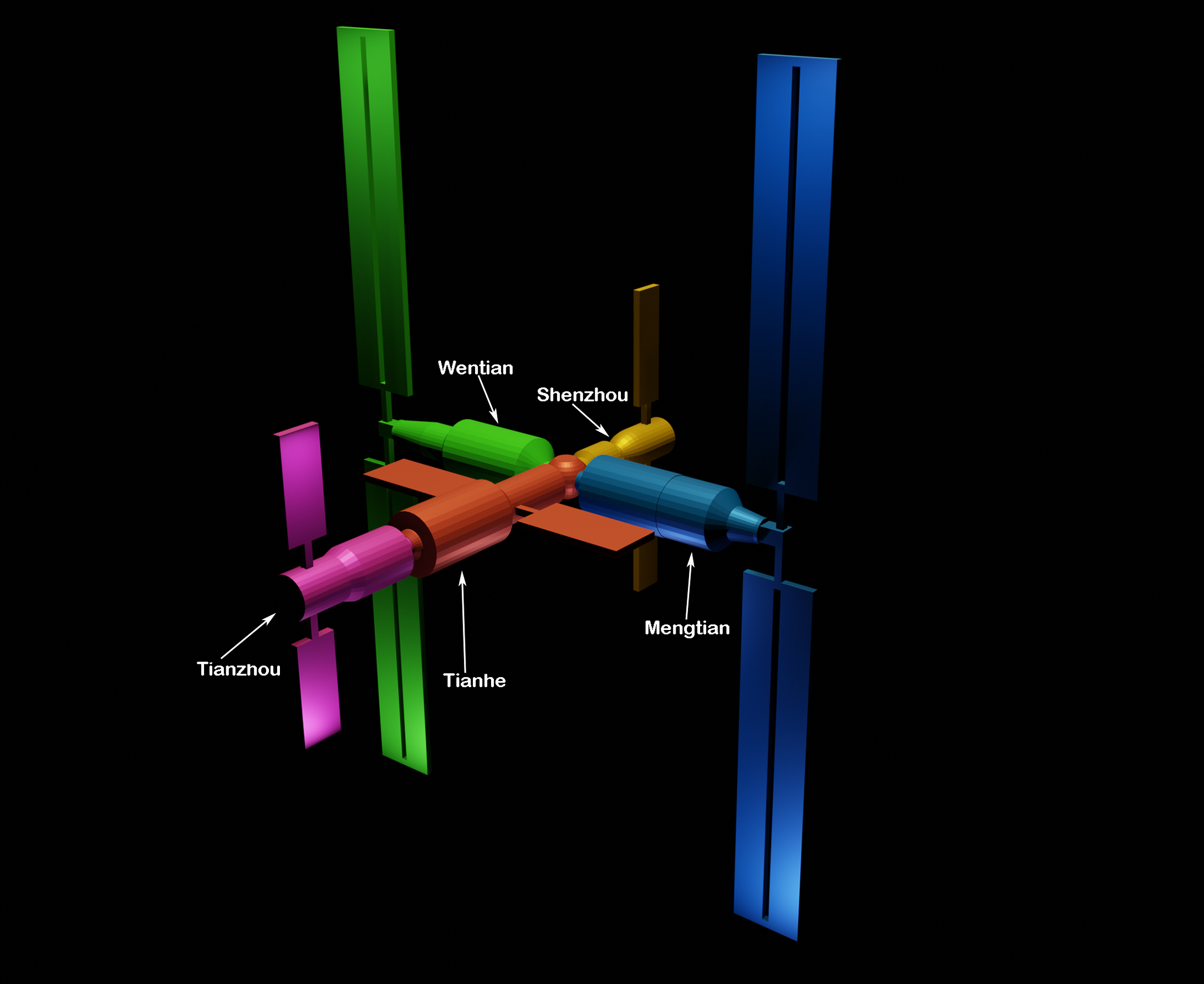
Representación a escala de la estación espacial Tiangong.

### Estación espacial modular Tiangong
La estación espacial Tiangong se trata de una estación espacial modular colocada en órbita baja terrestre. La estación espacial china planeada será aproximadamente un quinto de la masa de la Estación Espacial Internacional y cerca del tamaño de la estación rusa fuera de servicio Mir. Se espera que la estación tenga una masa entre 80 a 100 toneladas métricas. Las operaciones serán controladas desde el Centro de Control y Comando Aeroespacial de Beijing en China. En 2017, se lanzó la nave de carga Tianzhou-1, la cual está basada en los laboratorios espaciales Tiangong 1 & 2. El lanzamiento del módulo principal, Tianhe, fue realizado el 29 de abril de 2021.

### Exploración planetaria de China (PEC)
Tianwen-1 es una misión espacial de China para llevar al planeta Marte un orbitador, un módulo de aterrizaje y un rover. El lanzamiento de la misión se realizó el 23 de julio de 2020, con un cohete Larga Marcha 5. Entró en órbita marciana el 10 de febrero de 2021. Mientras que el rover Zhu Rong aterrizó el 15 de mayo de 2021.
Las principales prioridades de la misión incluyen encontrar vida tanto actual como antigua, evaluar la superficie y el medioambiente del planeta. Las exploraciones solitarias y conjuntas del orbitador y rover de Marte producirán mapas de la topografía de la superficie marciana, características del suelo, composición del material, hielo de agua, atmósfera, campo ionosférico y se recopilarán otros datos científicos.

### Programa chino de exploración lunar (CLEP)

#### Chang'e 1
Sonda espacial no tripulada parte de la primera fase del Programa Chino de Exploración Lunar. La primera fase se llama "Chang'e-1". La sonda espacial fue bautizada en honor a la diosa China de la luna, Chang'e,  que según la leyenda, voló a la Luna, y que cuenta con un cráter lunar bautizado con su nombre.
La sonda entró en órbita lunar, según lo previsto, el 5 de noviembre. La misión de la sonda duró 16 meses, hasta el 1 de marzo de 2009, día en que se estrelló con la Luna.

#### Chang'e 2
Segunda sonda espacial no tripulada enviada por la CNSA. Chang'e 2 tenía un diseño similar al de Chang'e 1, aunque presentaba algunas mejoras técnicas, como una cámara de a bordo más avanzada. Al igual que su predecesora, la sonda recibió el nombre de Chang'e, una antigua diosa lunar china.

#### Chang'e 3
Tercera misión de exploración lunar china, que incorpora un aterrizador y un rover lunar. El 14 de diciembre de 2013, a las 13:12 UTC, logró un alunizaje controlado, siendo la primera misión china en lograrlo. El último alunizaje controlado había ocurrido 37 años atrás: el Luna 24, de la Unión Soviética.

#### Chang'e 4
Cuarta misión de exploración lunar de China lanzada el 7 de diciembre de 2018, que incorpora un orbitador, un módulo de aterrizador robótico y un rover. Es el segundo módulo lunar y explorador lunar de China. Se construyó como copia de seguridad de la Chang'e 3, como Chang'e 2 fue igualmente para Chang'e 1. Esta fue lanzada por un Larga Marcha 3B el 7 de diciembre de 2018. Entró en órbita de aterrizaje el 30 de diciembre de 2018, alunizando con éxito el 3 de enero de 2019, por lo que ha sido el primer alunizaje en el lado oculto de la Luna.

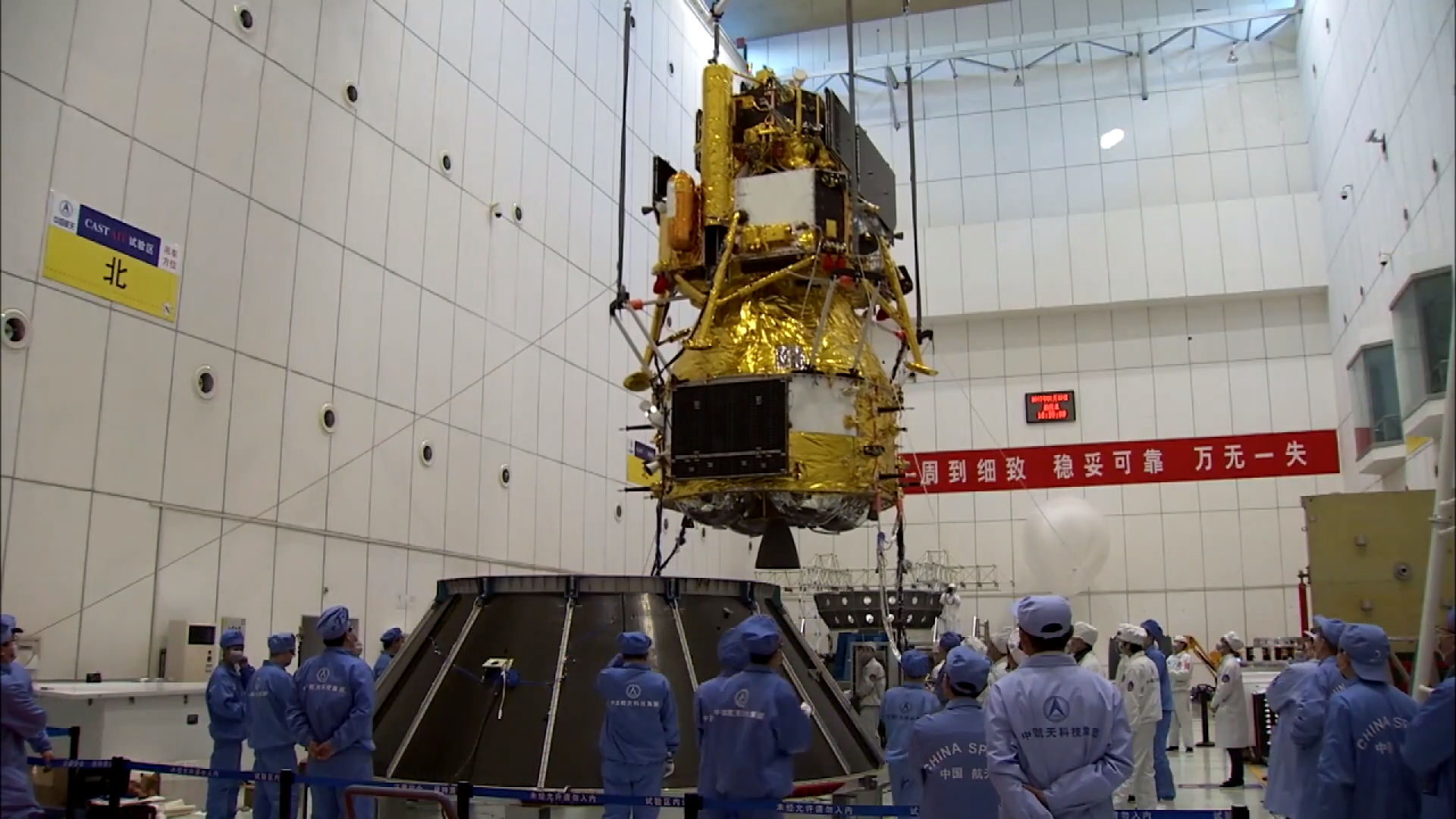
El aterrizador Chang'e 5 siendo ensamblado.

#### Chang'e 5
Quinta misión china de exploración lunar robótica que consta de un aterrizador y un vehículo de retorno de muestras. Su lanzamiento se realizó el 23 de noviembre de 2020 por un Larga Marcha 5, y entró en órbita lunar el 28 de noviembre y alunizó el 1 de diciembre del mismo año. Chang'e 5 fue la primera misión china de retorno de muestras, retornando con al menos 2 kilogramos de muestras de suelo y rocas lunares a la Tierra el 16 de diciembre de 2020. Como sus naves predecesoras, ésta nave espacial lleva el nombre de la diosa china de la luna, Chang'e.
Es la primera misión de retorno de muestras lunares desde Luna 24 en 1976, convirtiendo a China en el tercer país en retornar muestras de la Luna, tras los Estados Unidos y la Unión Soviética.

### Beidou
El Sistema de Navegación por Satélite Beidou (BDS) (chino: 北斗卫星导航系统; pinyin: Běidǒu Wèixīng Dǎoháng Xìtǒng [pèitòu wêiɕíŋ tàuxǎŋ ɕîtʰʊ̀ŋ]) es un sistema de navegación por satélite chino. Consta de dos constelaciones de satélites distintas.
El primer sistema BeiDou, denominado oficialmente Sistema Experimental de Navegación por Satélite BeiDou y también conocido como BeiDou-1, constaba de tres satélites que, a partir del año 2000, ofrecían una cobertura y unos servicios de navegación limitados, principalmente para los usuarios de China y las regiones vecinas. BeiDou-1 fue retirado del servicio a finales de 2012. 
El 23 de junio de 2020 se lanzó con éxito el último satélite BeiDou, el número 55 de la familia Beidou. La tercera iteración del Sistema de Navegación por Satélite Beidou promete proporcionar una cobertura global para la cronometría y la navegación, ofreciendo una alternativa al GLONASS de Rusia, al sistema de posicionamiento europeo Galileo y al GPS de Estados Unidos.

Comparación de sistemas satelitales. GPS, GLONASS y Galileo (LEO); Beidou o Compass (MEO), Telescopio Espacial Hubble y constelación Iridium (Geoestacionarios), órbita de la Luna y tamaño nominal de la Tierra.